# هلن تایر
هلن تایر (انگلیسی: Helen Thayer؛ زادهٔ ۱۲ نوامبر ۱۹۲۷) گردشگر اهل نیوزیلند است.
تایر اولین زنی بود که به تنهایی به کاوش در قطب شمال مغناطیسی پرداخت. وی این کار را در سن ۵۰ سالگی و تنها با یک سگ انجام داد.
تایر مسیر ۲۵۷۵ کیلومتر را در صحرای گبی طی کرده و برای یک سال با یک گله گرگ در دایره قطبی زندگی کرد. وی در سال ۲۰۰۹ از سوی انجمن نشنال جئوگرافیک به عنوان یکی از مهمترین کاوشگران قرن بیستم معرفی شد.